# Jonathan de Falco
Jonathan de Falco  (8 de octubre de 1984) es un futbolista retirado y actor pornográfico belga también conocido por su nombre artístico Stany Falcone.

## Carrera como futbolista
De Falco inició hizo su debut como futbolista jugando en la posición de defensa en el FC Bruselas, siendo posteriormente transferido al Oud-Heverlee Leuven en 2004, siendo así promovido a la Tercera División de Bélgica, en la que jugó una de las temporadas más exitosas para su equipo en 2005-2006, año en que ascendieron a la Segunda División, hasta que perdió su lugar en alineación inicial por Denis Odoi en la temporada 2006-2007. Después de esa temporada, fue liberado y trasladado en una transferencia gratuita a KMSK Deinze, jugando en ese equipo por dos temporada, hasta que fueron relegados a la Tercera División, mudándose a Zottegem, donde jugó en el equipo local en la temporada 2009-2010. Finalmente, De Falco se retiró del Zottegem, que fue relegado a la Cuarta División, e ingresó al Racing de Malinas por una temporada, cuando hizo su retiro del fútbol a los 26 años de edad, coincidiendo con su salida del armario como gay.

## Carrera como actor pornográfico
En la búsqueda de un segundo ingreso, De Falco trabajó como bailarín gogó en clubes nocturnos. Debido a su contextura física atlética, se hizo rápidamente conocido dentro y fuera de Bélgica, siendo llamado para actuar en otros países europeos, tales como Alemania, Italia y Francia, para luego ser motivado por la industria de la pornografía gay para grabar películas. En su año de debut como actor, De Falco recibió el premio GayVN a "mejor actor revelación".